# Seattle Thunderbirds
Seattle Thunderbirds – amerykański klub hokejowy z siedzibą w Seattle. Występuje w Western Hockey League. Swoje mecze rozgrywa na KeyArena.
Dotychczasowe nazwy klubu:
- Vancouver Nats (1971-1973)
- Kamloops Chiefs (1973-1977)
- Seattle Breakers (1977-1985)
- Seattle Thunderbirds (1985-)

## Sukcesy
- Ed Chynoweth Cup: 2017